# KK Konstantin Niš
El KK Konstantin es un equipo de baloncesto serbio con sede en la ciudad de Niš, que compite en la Košarkaška Liga Srbije, la máxima competición de su país. Disputa sus partidos en el SPC Vojvodina, con capacidad para 11.500 espectadores. En 2011 el club se fusiona con el KK Novi Sad. 

## Nombres
- KK NIS Vojvodina - 2000-2006
- KK Vojvodina Srbijagas - 2006-2011
- KK Vojvodina Novi Sad - 2011-presente

## Posiciones en liga
- 2004 - (D2)
- 2005 - (4-1B)
- 2006 - (2-1B)
- 2007 - (10-1A)
- 2008 - (12)
- 2009 - (13)
- 2010 - (3)
- 2011 - (12)
- 2012 - (4)
- 2013 - (4)

## Palmarés
- Košarkaška Liga Srbije:
  - Semifinales (3): 2002-2003, 2011-2012 Y 2012-2013

- Radivoj Korać Cup:
  - Semifinales (1): 2002-2003

- 1B:
  - Subcampeón (1): 2005-2006

## Plantilla 2013-2014

### Jugadores Célebres
- Zlatko Bolić
- Nenad Čanak
- Milan Dozet
- Mijailo Grušanović
- Milan Gurović
- Strahinja Milošević
- Ivan Paunić
- Miljan Pavković
- Vanja Plisnić
- Marko Šćekić
- Jovo Stanojević
- Predrag Šuput
- Marko Šutalo
- Milenko Tepić
- Feliks Kojadinović
- István Németh
- Vladimir Golubović
- Dejan Radonjić
- Vonteego Cummings
- Reggie Freeman
- Kebu Stewart

## Entrenadores Célebres
- Milovan Stepandić
- Miroslav Nikolić
- Vlade Đurović